# Parque Nacional Copahué
Parque Nacional Copahué är en nationalpark i Argentina.   Den ligger i provinsen Río Negro, i den sydvästra delen av landet, 1 200 km väster om huvudstaden Buenos Aires. Parque Nacional Copahué ligger 2 106 meter över havet.
Terrängen runt Parque Nacional Copahué är huvudsakligen kuperad, men åt sydost är den bergig. Parque Nacional Copahué ligger uppe på en höjd som går i öst-västlig riktning. Trakten runt Parque Nacional Copahué är nära nog obefolkad, med mindre än två invånare per kvadratkilometer..
Omgivningarna runt Parque Nacional Copahué är i huvudsak ett öppet busklandskap. Inlandsklimat råder i trakten. Årsmedeltemperaturen i trakten är 8 °C. Den varmaste månaden är januari, då medeltemperaturen är 20 °C, och den kallaste är juni, med −3 °C. Genomsnittlig årsnederbörd är 566 millimeter. Den regnigaste månaden är juni, med i genomsnitt 98 mm nederbörd, och den torraste är november, med 13 mm nederbörd.